# DJ Assault
Pour les articles homonymes, voir Craig Adams, Adams et Assault.
DJ Assaut,de son vrai nom Craig De Shan Adams, (19 octobre 1977 à Détroit, Michigan – ) est un DJ, producteur et musicien américain. 
Avec Mr. De' il lance le label Electrofunk Records puis Assault Rifle Records en 1996. Il est reconnu comme étant l'un des pionniers de la ghettotech.

## Discographie

### Albums
- 1996 : Straight Up Detroit Shit, Vol. 1
- 1997 : Belle Isle Tech
- 1997 : Straight Up Detroit Shit, Vol. 2
- 1997 : Straight Up Detroit Shit, Vol. 3
- 1998 : Straight Up Detroit Shit, Vol. 4
- 1998 : Straight Up Detroit Shit, Vol. 5
- 1999 : Assault Rifle Records Mixpilation
- 1999 : Assaultland
- 2000 : Off the Chain for the Y2K
- 2001 : Jefferson Ave.
- 2002 : Sumthin' 2 Shake Yo' Azz 2
- 2005 : Belle Isle Tech 2
- 2007 : Trax 2 Make Ur Panties Wet
- 2009 : The Accelerated Funk Collection